# César García Calvo
César García Calvo es un antiguo ciclista español nacido el 24 de diciembre de 1974 en la localidad de Hervededo (ayuntamiento de Camponaraya, provincia de León)(España).
Debutó en 1999 en el equipo Recer - Boavista portugués y en ese mismo año, a finales de agosto, fichó por el equipo español Relax-Fuenlabrada en el que estuvo la mayor parte de su carrera. Destaca su victoria en el Circuito de Guecho en el año 2000 así como la general de las metas volantes de la Vuelta a España 2001. Fue un corredor muy combativo. Esa combatividad la sigue demostrando en la actualidad en el club de Pádel "Paleta Rancia" de Ponferrada, en El Bierzo, de dónde es una de sus más importantes espadas.

## Palmarés
2000
- Circuito de Guecho

2001
- Clasificación de las metas volantes de la Vuelta a España

2002
- 1 etapa de la Vuelta al País Vasco

## Equipos
- Recer - Boavista (1999)
- Relax-Fuenlabrada (1999-2002)
- Cafés Baqué (2003)